# United States House Select Committee on Assassinations
L'House of Representatives Select Committee on Assassinations (HSCA), ossia "Commissione scelta della Camera dei Deputati sui casi di assassinio", è un organo americano istituito dal 94º Congresso nel 1976 per investigare sulle circostanze della morte di John Fitzgerald Kennedy e di Martin Luther King.

## La costituzione
L'HSCA nacque come conseguenza alle ricerche fatte da Commissioni, come quella di Gary Hart e Richard Schweiker (Hart-Schweiker) e della Commissione di Frank Church (Church Committee) che rivelarono abusi di potere compiuti dalla CIA e dall'FBI in merito ad attività investigative in operazioni di governo.
L'HSCA fu la risposta ad una sempre più pressante richiesta pubblica documentata da centinaia di libri, articoli, riviste e video documentari realizzati da privati cittadini o da investigatori specializzati fin dal 1963.
Fu anche il risultato di una protesta pubblica e dello scandalo che si creò all'emissione in TV nel marzo 1975 del filmato di Abraham Zapruder.

## Attività
La Commissione investigò fino al 1978 e nel 1979 stilò il suo rapporto finale concludendo che il presidente Kennedy era stato ucciso da Lee Harvey Oswald probabilmente a seguito di una cospirazione, i cui membri però non erano stati individuati.
Nella sua indagine, la United States House Select Committee on Assassinations ha affermato la presenza di "associazioni credibili che collegano Lee Harvey Oswald e Jack Ruby a figure che hanno una relazione, anche se tenue, con la famiglia o organizzazione criminale di [Carlos] Marcello". Il loro rapporto affermava: "La commissione ha rilevato che Marcello aveva il movente, i mezzi e l'opportunità di far assassinare il presidente John F. Kennedy, sebbene non sia in grado di stabilire prove dirette della complicità di Marcello". Annotò tuttavia che non fosse possibile includere nella cospirazione il Governo dell'Unione Sovietica, Cuba, l'FBI, la CIA, lo United States Secret Service (l'agenzia incaricata della protezione dei presidenti) o qualsiasi altro gruppo criminale, senza però escludere individualmente gli appartenenti a queste organizzazioni.
L'HSCA soffrì degli stessi limiti della commissione Warren, con indagini condotte principalmente in segreto e stilò un rapporto con parecchi punti oscuri. Nel 1992 il Congresso istituì un nuovo organismo per passare al vaglio tutte le informazioni avute dalla HSCA sulla morte di JFK, l'Assassination Records Review Board.
L'HSCA criticò così il Dipartimento di giustizia, l'FBI, la CIA e la Commissione Warren di aver male esercitato il proprio lavoro e le indagini, utilizzando inappropriamente le informazioni disponibili  della Commissione Warren dal 1964, ed altresì il Secret Service per non aver protetto adeguatamente il Presidente JFK.
In particolar modo criticò la scarsa considerazione data ad una possibile cospirazione; Blakey scoprì infatti un legame tra la CIA e un ricercatore della Commissione, George Joannides, coinvolto in un'organizzazione dov'era implicato anche lo stesso Lee Harvey Oswald il mese prima dell'assassinio, compreso un gruppo anti-castrista, il DRE, collegato alla CIA, dove lavorava Joannides nel 1963.

### Conclusioni sull'assassinio di John F. Kennedy
L'HSCA concluse sul suo rapporto finale del 1979:
- Lee Harvey oswald sparò tre colpi al presidente John F. Kennedy.
Il secondo ed il terzo colpirono il Presidente, il terzo lo uccise.
- Rilevamenti acustici fatti dalla scientifica stabilirono con alta probabilità che furono due uomini a sparare. Altre prove scientifiche non preclusero questa possibilità.
- In base alle prove disponibili, il Presidente JFK fu probabilmente assassinato a seguito di una cospirazione; fu impossibile individuare i membri appartenenti a questa cospirazione.

1. La commissione credette, in base alle prove disponibili, che il Governo sovietico non fosse implicato nell'assassinio del presidente Kennedy.
2. La commissione credette, in base alle prove disponibili, che il Governo di Cuba non fosse implicato nell'assassinio del presidente Kennedy
3. La commissione credette, in base alle prove disponibili, che i gruppi anti-castristi non fossero implicati nell'assassinio del presidente Kennedy, ma ciò non precluse la possibilità che individualmente i singoli membri ne fossero coinvolti.
4. La commissione credette, in base alle prove disponibili, che i gruppi nazionali di organizzazioni criminali non fossero implicati nell'assassinio del presidente Kennedy.
5. I Servizi segreti, l'FBI, la Cia non erano implicati nell'assassinio del Presidente Kennedy.

- Agenzie e dipartimento del Governo degli Stati Uniti d'America nell'adempimento delle loro funzioni, svolsero il loro incarico con variabile competenza; il presidente Kennedy non ricevette adeguata protezione. Furono condotte adeguate ed attendibili ricerche sulle responsabilità di Lee Harvey Oswald. Le conclusioni degli investigatori risultarono fatte in (buona fede), ma in modo affrettato.

L'HSCA inoltre concluse fosse possibile che:
- i colpi sparati fossero quattro.
- Il quarto colpo fosse potuto partire da un secondo assassino posto sulla collinetta erbosa, mancando il bersaglio; la commissione tuttavia giunse a queste ultime due conclusioni in base ad un rapporto della polizia di Dallas, la cui correttezza è stata in seguito ampiamente messa in dubbio.[3]

### Conclusioni sull'assassinio di Martin Luther King
Sull'omicidio di Martin Luther King, la Commissione concluse sul suo rapporto finale che fu assassinato da un colpo di fucile sparato da James Earl Ray, che ci fosse la possibilità che sia stato vittima di una cospirazione e che il Governo degli Stati Uniti non facesse parte di questa cospirazione.

## Critiche ed altre ricerche
La sola prova acustica trovata dai ricercatori della HSCA che avvalorava la tesi dei quattro colpi e di un secondo uomo sulla collinetta erbosa, scaturiva da un nastro registrato della radio trasmittente di una moto della polizia della scorta al corteo in Dealey Plaza.
Si udiva una leggera diafonia. Il poliziotto  credette che questi suoni fossero stati causati dall'alta velocità percorsa dalla moto affiancando il corteo mentre raggiungeva l'ospedale e dal suono della sirena a tutto volume.
Nel 2001 queste prove acustiche della Commissione furono screditate in un articolo scritto da D.B.Thomas, scienziato del governo e ricercatore sull'assassinio di JFK. Egli concluse che la HSCA avesse trovato una seconda registrazione e che l'ago del Dittafono saltò e creò un effetto sonoro sul Canale Radio.
La maggioranza delle persone che aveva testimoniato all'indagine sugli spari disse che provenivano in direzione del Deposito. Tuttavia, altri testimoni indicarono la collinetta. Significativa la testimonianza di sole cinque persone (su un totale di oltre cento), che indicavano la provenienza degli spari da due direzioni.

## I componenti
- Louis Stokes, Ohio (Presidente)
- Richardson Preyer, North Carolina
- Walter E.Fauntroy, District of Columbia
- Yvonne Brathwaite Burke, California
- Christopher Dodd, Connecticut
- Harold Ford, Tennessee
- Floyd Fithian, Indiana
- Robert Edgar, Pennsylvania
- Samuel DeVine, Ohio
- Stewart McKinley, Connecticut
- Charles Thone, Nebraska
- Harold Sawyer, Michigan

## Staff
- G.Robert Blakey, professore in legge, Capo consigliere e Direttore della Staff dal 1977,